# Willy Mairesse
Willy Mairesse (Belgija, 1. listopada 1928. – 9. rujna 1969.) je bivši belgijski vozač automobilističkih utrka.

## Rezultati u Formuli 1
| Sezona | Momčad           | Šasija       | Motor      | Utrke | Pobjede | Podiji | Bodovi | Plasman |
| ------ | ---------------- | ------------ | ---------- | ----- | ------- | ------ | ------ | ------- |
| 1960.  | Scuderia Ferrari | Ferrari D246 | Ferrari V6 | 3     | 0       | 1      | 4      | 16.     |

## Vanjske poveznice
- Willy Mairesse na racing-reference.info